# Steven Zaillian
Steven Ernest Bernard Zaillian (* 30. Januar 1953 in Fresno, Kalifornien) ist ein US-amerikanischer Drehbuchautor, Filmeditor, Filmproduzent und Filmregisseur armenischer Herkunft. Er ist der Gründer der Filmproduktionsfirma „Film Rites“.

## Leben
Zaillian kam 1953 als Sohn von Jim Zaillian und Vina Zaillian zur Welt und wuchs in Los Angeles in Kalifornien auf. Sein Vater, ein Radioreporter, starb am 2. Dezember 1978 im Alter von 51 Jahren an einem Herzinfarkt. Zaillian hat eine ältere Schwester namens Marcia Ann Zaillian (geboren am 11. Juni 1949). Nachdem Steven Zaillian 1975 seinen Abschluss an der San Francisco State University machte, begann er Dokumentarfilme zu produzieren und arbeitete als Editor an einigen Filmen wie „Breaker! Breaker!“ (1976), „Mörderspinnen“ (1977) und „Starhops“ (1978). Kurze Zeit später schrieb Zaillian das Drehbuch für ein 1960er Teenage-Comedy-Drama namens „Bad Manners“. Der Film gehörte Ray Stark, der diesen jedoch nie produziert hat. Obwohl der Film nie verwirklicht wurde, ebnete dieses Drehbuch für Zaillian den Weg nach Hollywood. „Der Falke und der Schneemann“ (1985), der erste Film, der auf einem von Zaillian verfassten Drehbuch beruhte, leitete den Beginn seiner Karriere ein. Zaillian gilt als einer der kunstvollsten und subtilsten Drehbuchautoren, die Hollywood seit Robert Towne hatte. 1993 gab er mit Das Königsspiel – Ein Meister wird geboren sein Regiedebüt. Zwei weitere von ihm inszenierte Filme folgten, 2016 drehte er die Miniserie The Night Of – Die Wahrheit einer Nacht.
Steven Zaillian lebt heute in Los Angeles und ist verheiratet mit Elizabeth Zaillian. Zusammen haben sie zwei Söhne (* 1985 und * 1989).

## Filmografie
Zaillian ist Script Doctor. Mehrere Filme, darunter Twister, Crimson Tide – In tiefster Gefahr und Amistad – Das Sklavenschiff, wurden von ihm adaptiert und umgeschrieben, ohne dass er in den Credits erwähnt wurde.

### Arbeit als Drehbuchautor
- 1985: Der Falke und der Schneemann (The Falcon and the Snowman)
- 1990: Zeit des Erwachens (Awakenings)
- 1993: Mein Vater – Mein Freund (Jack the Bear)
- 1993: Das Königsspiel (Searching for Bobby Fischer)
- 1993: Schindlers Liste (Schindler's List)
- 1994: Das Kartell (Clear and Present Danger)
- 1996: Mission: Impossible
- 1998: Zivilprozess (A Civil Action)
- 2001: Hannibal
- 2002: Gangs of New York
- 2003: Die Dolmetscherin (The Interpreter)
- 2005: Das Spiel der Macht (All the King’s Men)
- 2007: American Gangster
- 2011: Die Kunst zu gewinnen – Moneyball (Moneyball)
- 2011: Verblendung (The Girl with the Dragon Tattoo)
- 2014: Exodus: Götter und Könige (Exodus: Gods and Kings)
- 2016: The Night Of – Die Wahrheit einer Nacht (The Night Of, Miniserie, 8 Folgen)
- 2019: The Irishman
- 2024: Ripley (Miniserie, 8 Folgen)

### Arbeit als Regisseur
- 1993: Das Königsspiel – Ein Meister wird geboren (Searching for Bobby Fischer)
- 1998: Zivilprozess (A Civil Action)
- 2005: Das Spiel der Macht (All the King’s Men)
- 2016: The Night Of – Die Wahrheit einer Nacht (The Night Of, Miniserie, 8 Folgen)
- 2024: Ripley (Miniserie, 8 Folgen)

### Arbeit als Produzent
- 2005: Das Spiel der Macht (All the King’s Men)
- 2018: Red Sparrow
- 2021: They Want Me Dead (Those Who Wish Me Dead)
- 2022: Tiefes Wasser (Deep Water)

### Arbeit als Editor
- 1976: Breaker! Breaker!
- 1977: Mörderspinnen (Kingdom of the Spiders)
- 1978: Starhops

## Auszeichnungen
- 4 Oscar-Nominierungen in der Kategorie Bestes adaptiertes Drehbuch, davon einmal ausgezeichnet
  - Oscarverleihung 1991: Zeit des Erwachens
  - Oscarverleihung 1994: Schindlers Liste (Prämierung)
  - Oscarverleihung 2012: Die Kunst zu gewinnen – Moneyball
  - Oscarverleihung 2020: The Irishman
- 1 Oscar-Nominierung in der Kategorie Bestes Originaldrehbuch
  - Oscarverleihung 2003: Gangs of New York
- 1 Golden Globe: Schindlers Liste
- 2 BAFTA-Nominierungen, davon einmal ausgezeichnet: Schindlers Liste
- 4 WGA-Award-Nominierungen, davon einmal ausgezeichnet: Schindlers Liste
- 1 Goldene Himbeere – Schlechtestes Drehbuch: Mission: Impossible
- 1 New York Film Critics Circle Award – Bestes Drehbuch: Die Kunst zu gewinnen – Moneyball